# Литау, Фрида Гавриловна
Фрида Гавриловна Литау (17 апреля 1923 — 21 ноября 1977) — колхозница, доярка Кокчетавской областной сельскохозяйственной опытной станции, Казахская ССР. Герой Социалистического Труда (1966).

## Биография
Родилась 17 апреля 1923 года в селе Довсун Ставропольской губернии в крестьянской семье.
Получила начальное образование. В 1937 году начала свою трудовую деятельность в колхозе «Правда» в родном селе.
После начала Великой Отечественной войны была депортирована вместе со своей семьёй в Казахскую ССР. С 1941 года трудилась в колхозе села Чаглинка Зерендинского района, где окончила курсы трактористов.
С 1949 года работала дояркой на Кокчетавской сельскохозяйственной опытной станции. Внедрив в производство передовые методы, увеличила надои от каждой фуражной коровы от 2500 до 3000 килограмм молока в год. За эти трудовые успехи была награждена орденом Ленина.
В 1965 году надоила от каждой фуражной коровы в среднем по 4 тысячи килограмм молока. В 1966 году удостоена звания Героя Социалистического Труда за выдающиеся трудовые достижения.
Мать двоих детей.
Скончалась 21 ноября 1977 года в Омске. Похоронена на Шагалинском сельском кладбище Зерендинского района.

## Награды
- Герой Социалистического Труда — указом Президиума Верховного Совета СССР от 22 марта 1966 года
- Орден Ленина — дважды